# Trecut

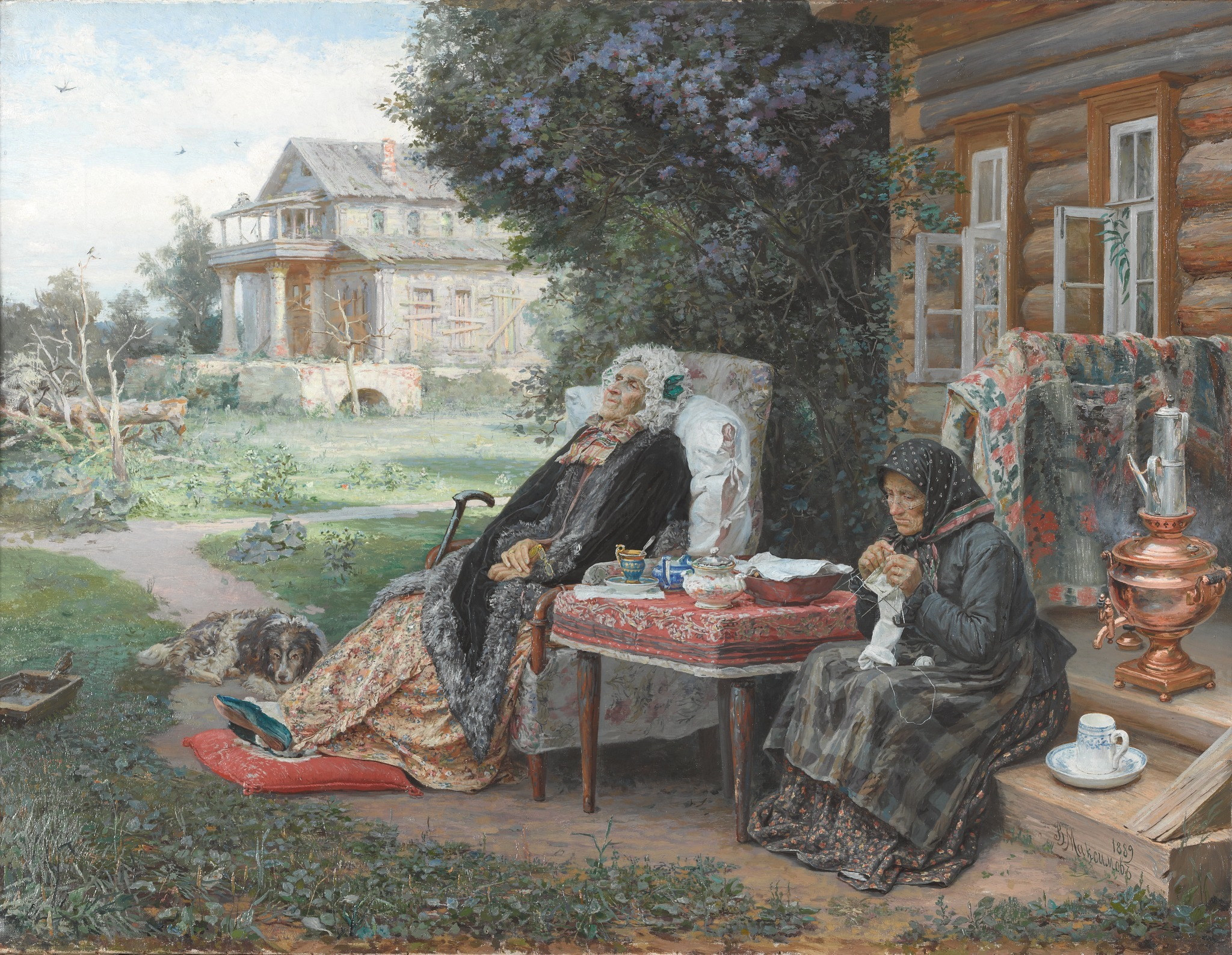
Vasili Maximov, "Totul este în trecut" (1889).

Trecutul este o perioadă de timp determinată care precede un anumit punct în timp care este considerat prezentul acelui moment. Trecutul este întotdeauna considerat comparativ cu prezentul și viitorul.

## Articole similare
- Arhaism
- Artefact (arheologie)
- Călătorie în timp
- Fosile
- Muzeu
- Nostalgie
- Timp
- Timpul trecut
- Stil retro